# Região Geográfica Imediata de Jundiaí
A Região Geográfica Imediata de Jundiaí é uma das 53 regiões imediatas do estado brasileiro de São Paulo, uma das 11 regiões imediatas que compõem a Região Geográfica Intermediária de Campinas e uma das 509 regiões imediatas no Brasil, criadas pelo IBGE em 2017.
É composta por 9 municípios, tendo uma população estimada pelo IBGE para 1.º de julho de 2019, de 949 858 habitantes e uma área total de 1 738 km².
A cidade-sede de Jundiaí é a 2ª mais populosa da região Intermediária, 15ª do estado, 6ª do Interior de São Paulo e 59ª do Brasil.
Os municípios de Itatiba e Morungaba fazem parte da Região Metropolitana de Campinas enquanto os demais integram a Região Metropolitana de Jundiaí

## Municípios
Fonte: IBGE – Cidades
| Município            | População Estimada (2022) | Área (km²) |
| -------------------- | ------------------------- | ---------- |
| Cabreúva             | 47 011                    | 260        |
| Campo Limpo Paulista | 77 632                    | 79         |
| Itatiba              | 122 424                   | 322        |
| Itupeva              | 70 616                    | 201        |
| Jarinu               | 37 535                    | 208        |
| Jundiaí              | 443 116                   | 431        |
| Louveira             | 51 833                    | 55         |
| Morungaba            | 13 788                    | 147        |
| Várzea Paulista      | 115 771                   | 35         |
| Total                | 979 726                   | 1 738      |